# Hedysarum taipeicum
Hedysarum taipeicum är en ärtväxtart som först beskrevs av Hand.-mazz., och fick sitt nu gällande namn av Kun Tsun Fu. Hedysarum taipeicum ingår i släktet buskväpplingar, och familjen ärtväxter. Inga underarter finns listade i Catalogue of Life.